# Sexto Elio Cato
Sexto Elio Cato (en latín: Sextus Aelius Catus) fue un senador romano de principios del siglo I que llegó a tener el cargo de cónsul.

## Familia
Sexto Elio Cato era hijo de Quinto Elio Tuberón, experto jurista. Su hermano, también llamado Quinto Elio Tuberón, fue también cónsul en el año 11 a. C.

## Carrera
La cima de la carrera de Cato fue el cargo de cónsul ordinario en el año 4 hasta el 30 de junio, en que lo sustituyó Cneo Sencio Saturnino.
En el año de su consulado, los numerosos getas que vivían más allá del Danubio fueron conducidos por Cato a Tracia.
Cato fue además procónsul en Macedonia en los años 2, 3 y 11, así como legado imperial en Moesia.
Después de esto adoptó a Lucio Seyo, hijo del ecuestre Lucio Seyo Estrabón, tomando el nombre de Sejano y llegando al influyente puesto de prefecto de la guardia pretoriana de Tiberio, quien fue, de facto, el gobernante del Imperio romano tras el retiro de Tiberio a Capri.

## Descendencia
Cato era el padre de Elia Petina, casada el año 28 con Claudio por orden de Tiberio, siendo su segunda esposa; tuvieron una hija.